# Salvador Rueda
Pour les articles homonymes, voir Rueda.
Salvador Rueda, né le 3 décembre 1857 à Benaque (es) et mort le 1er avril 1933  à Malaga, est un poète et romancier espagnol, considéré comme l'un des précurseurs du modernisme.

## Biographie
Salvador Rueda naît dans une famille paysanne andalouse. Il arrête ses études après l'école primaire, mais reçoit des cours de latin et de poésie espagnole dispensés par un prêtre de son village natal de Benaque (es). À seize ans, il s'établit dans la capitale provinciale, Malaga, vivant de divers métiers. C'est à cette époque qu'il publie ses premiers poèmes dans le journal El Mediodía,.

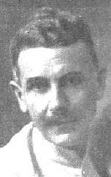
Salvador Rueda en décembre 1915.

En 1880, le premier recueil de ses poèmes est publié sous le titre Renglones cortos. Il montre une certaine continuité avec la poésie lyrique du XIXe siècle. Néanmoins, dès le recueil suivant, Noventa estrofas, publié à Madrid en 1883, une rupture s'opère, notamment par des innovations métrique. À cette date, Rueda a déménagé dans la capitale, où il travaille pour la Gaceta de Madrid (es). Ce second recueil est dédié à Gaspar Núñez de Arce,.
Dès lors, Salvador Rueda étudie les classiques espagnols du Siècle d'or et les romantiques français, en particulier Chateaubriand, Lamartine et Hugo. En parallèle, son ami Alfredo Vicenti (es) le pousse à publier ses « tableaux andalous » dans le quotidien madrilène El Globo (es). Ces textes courts sont par la suite rassemblés dans le recueil Cuadros de Andalucía paru en 1883, premier de nombreux recueils des contes : El patio andaluz en 1886, El cielo alegre et Bajo la parra en 1887, Granada y Sevilla en 1890, Tanda de valses en 1891 et Sinfonía callejera en 1896. En parallèle, Rueda publie ses premiers romans, El gusano de luz en 1889, La reja l'année suivante, La gitana en 1892. Il s'essaie également à l'écriture de pièces dramatiques, avec notamment La musa en 1901), La guitarra en 1907 et Vasos de rocío en 1908,.
Au tournant du XXe siècle, le prestige de Rueda est grand ; il est notamment invité à voyager dans le monde hispanophone et lusophone, en particulier à Cuba de décembre 1909 à octobre 1911, puis de nouveau à Cuba et en Argentine en 1912-1913, au Brésil en 1914, aux Philippines une première fois en 1915 puis en décembre 1916 ; enfin, en novembre 1917, son dernier voyage le mène au Mexique et de nouveau à Cuba. Entretemps, toutefois, une affection pulmonaire le contraint à réduire ses activités et à effectuer plusieurs séjours sur l'île de Tabarca. C'est également cette maladie qui lui sert de prétexte pour être nommé bibliothécaire à Malaga en 1919, poste qu'il occupe jusqu'à sa retraite survenue en 1927,.
Lors de ses dernières années, il mène une vie retirée ; cependant son talent est reconnu : en juin 1926, il est élu académicien correspondant de l'Académie andalouse. À plusieurs reprises, des auteurs hispaniques viennent le visiter, tels que José María Souvirón (es) et Manuel Altolaguirre. Il meurt à 77 ans le 1er avril 1933 et est enterré au cimetière Saint-Michel de Malaga le lendemain,.

## Analyse de l'œuvre
Certains critiques tels que Juan Ramón Jiménez ou Andrés González-Blanco (es) voient, dans l'expression des sens et le culte de l'art et de la beauté  qui s'expriment chez Rueda, les premiers fondements du modernisme, très critiqués pour leur audace notamment sensuelle. C’est notamment le cas des sonnets de l'Himno a la carne publié en 1890, dont Juan Valera critique la « sensualité malsaine », ou du roman La cópula paru en 1906, attaqué pour ses descriptions naturalistes jugées impudiques.
Par ailleurs, c'est Rueda qui ouvre les portes du monde littéraire hispanique à Rubén Darío après l'arrivée de celui-ci à Madrid en 1892. Toutefois la bonne entente entre les deux hommes ne dure pas ; le 24 août 1899, Darío publie dans La Nación une critique de Rueda, dans laquelle il l'accuse d'avoir déçu les espoirs de renouveau de la poésie espagnole, ce qui consomme leur rupture.